# Savage Modelo 99
El Modelo 99, y su modelo de predecesor 1895, son una serie de  rifles de acción de palanca creados por Savage Arms Company en Utica, Nueva York. El Modelo 99 presentó un cargador rotativo. 

## Historia

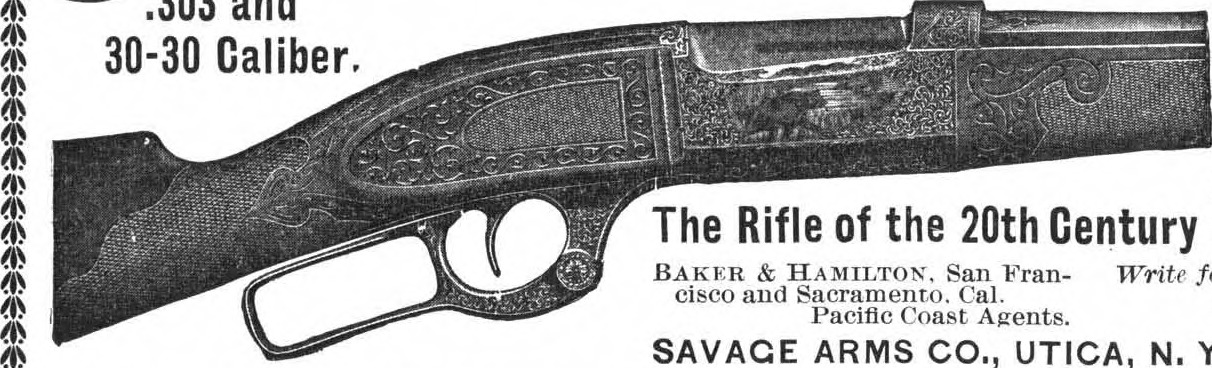
El Savage 99 en Volumen Scientific American 85 Número 10 (septiembre 1901)

El predecesor inmediato del Modelo 1895, el Modelo 1892, era uno del rifle de contender los modelos ofrecieron al Ejército de EE. UU. cuándo  miraban para reemplazar el Springfield Modelo 1873 trapdoor rifle. El Krag@–Jørgensen estuvo escogido sobre el Savage y otros modelos. en cambio sea más allá desarrollado al Modelo 1895. El Modelo 1895 musket en .30-40 Krag era el ganador de un concurso de la guardia nacional de Nueva York contrato de rifle de Guardia Nacional, batiendo fuera del Winchester Modelo 1895. La controversia política dirigió a la anulación del contrato y la Nueva York el guardia Nacional era por tanto equipado con un Springfield 1873 durante la guerra hispano-estadounidense. Refinaado más tarde al Modelo 1895 que dirigió el diseñó del Modelo 1899, más tarde sencillamente acortado al Modelo 99. En 1899, Savage ofreció convertir cualquier Modelo1895 a Modelo 1899 configuración para un costo de $5.
Durante la Primera Guerra Mundial, el Guardia Local de Montreal adoptó carabinas Savage Modelo  99 estilo mosquete, incorporando una bayoneta y culata estilo militar. conocida como el Modelo 99D Musket. El contrato de Guardia Local de Montreal fue por un total de 2,500 rifles recamarados en .303 Savage, ya que el cartucho oficial .303 British Mk VII hubiera resultado en un retraso inaceptable en la entrega. Los miembros de la guardia eran responsables de comprar su propio rifle y tenían la opción de poner sus nombres en la culata.

## Diseño

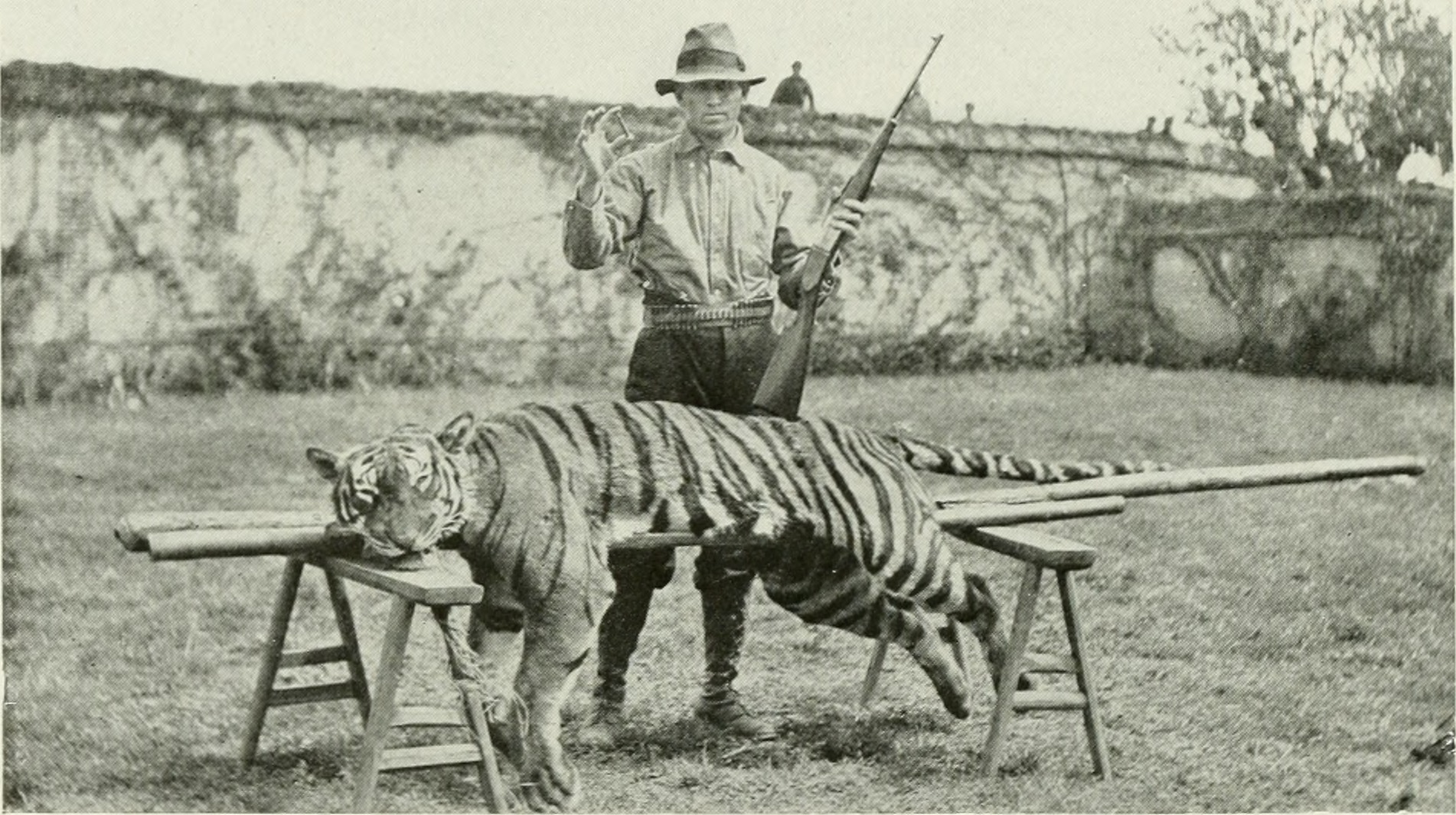
Tigre de 400 libras cazado por Reverendo H. R. Caldwell Utilizando un Savage 99 en .22 Savage Hi-Power

El Modelo 99 estuvo precedido por el Modelo 1895, el cual era el primer hammerless palanca-rifle de acción. El 1895, así como el Modelo más tardío 1899 y Modelo temprano 99, utilizó un seis-disparó revista rotativa para aguantar los cartuchos. El rotating la revista utiliza una primavera-cargado spool con surcos para aguantar los cartuchos. El Savage 1899 aprovechó el spool para incluir un contador para indicar cuántos tiros quedan. El Modelo 99 continuó utilizar este sistema desde hace muchos años, hasta su sustitución con una revista separable.
El diseño de cacerina rotativa permitió al rifle ser uno de los primeros de mecanismo de palanca que podía usar balas spitzer, a diferencia de los modelos de carabina de palanca anteriores como el Marlin 1895 o el Winchester 94, que requieren de munición con proyectiles redondos para ser alojados en sus sistemas de almacenaje tubulares, como medida de seguridad para impedir que la punta spitzer actúe como percutor de manera accidental. Otra característica de seguridad era un indicador encima de la recámara que permitía saber si el arma estaba cargada.

## Usuarios
- Canada: Issued to the Montreal Home Guard as the Model 99D Musket, equipped with bayonet lug and altered stock.[5]